# سنت کاسیمیر
کاسیمیر (۱۴۶۱ - ۱۴۸۴) یک شاهزاده لهستانی است که توسط کلیسای کاتولیک به عنوان قدیس و حامی لهستان و لیتوانی شناخته میشود. روز مربوط به سنت کاسیمیر در تقویم میلادی چهارم مارس میباشد.

## زندگی
کاسیمیر فرزند دوم شاه کاسیمیر چهارم و الیزابت، شاهزاده اتریشی بود. وی تا پایان عمر مجرد باقی ماند و زندگی خود را وقف عبادت و ریاضت نمود.